# 荒尾岳
荒尾 岳（あらお がく、1987年1月15日 - ）は、富山県下新川郡朝日町出身のプロバスケットボール選手。B.LEAGUE・千葉ジェッツふなばし所属。ポジションはパワーフォワード。

## 来歴
もともと野球をしていたが、ひじのケガがもとで中学2年の冬にバスケットボールに転向する。
泊高校在学中、ジュニア日本代表に選出される。
その後青山学院大学を経て2009年、トヨタ自動車に入社。
同年の東アジア大会で初のA代表入り。2013年、千葉ジェッツに移籍。
身体を張ったインサイドでのプレーが得意で、20cm以上ある外国籍選手とのマッチアップでも物怖じせずにディフェンスをする。  
2018年、長年在籍した千葉ジェッツふなばしを離れ、滋賀レイクスターズに移籍した。
2020年、広島ドラゴンフライズに移籍。
2021年オフに仙台89ERSに移籍。
2022年オフに古巣の千葉ジェッツふなばしに復帰。

## 経歴
- 朝日町立朝日中学校 - 富山県立泊高等学校 - 青山学院大学 - トヨタ自動車(現  アルバルク東京)（2009年 - 2013年）- 千葉ジェッツふなばし（2013年 - 2018年） - 滋賀レイクスターズ（2019年 - 2020年） - 広島ドラゴンフライズ（2020年 - 2021年） - 仙台89ERS（2021年 - 2022年） - 千葉ジェッツふなばし（2022年 - ）

## 日本代表歴
- 2004年アジアジュニア選手権
- 2009年東アジア大会
- 2011年第33回ウィリアム・ジョーンズカップ
- 2015年第28回FIBA ASIA男子バスケットボール選手権大会、第37回ウィリアム・ジョーンズカップ

## 記録
| シーズン    | チーム | GP | GS | MPG  | FG%  | 3P%  | FT%  | RPG | APG | SPG | BPG | TO  | PPG |
| ----------- | ------ | -- | -- | ---- | ---- | ---- | ---- | --- | --- | --- | --- | --- | --- |
| NBL 2013-14 | 千葉   | 54 |    | 17.4 | .426 | ---  | .543 | 4.2 | 0.4 | 0.2 | 0.4 | 0.6 | 3.0 |
| NBL 2014-15 | 千葉   | 54 |    | 23.1 | .418 | .000 | .634 | 5.2 | 0.9 | 0.8 | 0.3 | 0.6 | 2.9 |
| NBL 2015-16 | 千葉   |    |    |      |      |      |      |     |     |     |     |     |     |